# 오만의 종교
오만 정부는 종교 정체성에 관한 통계 자료를 갖고 있지 않으나, 'CIA 월드 팩트북'의 통계 자료에서는 인구 다수인 95%가 이슬람교 신자들이고, 5% 미만으로 기독교, 힌두교, 불교, 유대교 신자라고 한다. 그 외 종교 신자는 1% 정도이고 무신론자는 0.2%이다.
오만 시민권자들의 종교 (2023)

## 이슬람교
2023년, 대부분의 오만 이슬람교도들은 수니파이며, 두 번째로 큰 이슬람교 집단은 이바드파이다. 2023년, 오만 시민권자들의 추정치 47%가 수니파이고 35%가 이바디파이다. 오직 6%만이 시아파를 비롯해 힌두교나 기독교 등의 그 외 신앙을 가진 자들이다.

## 그 외 종교

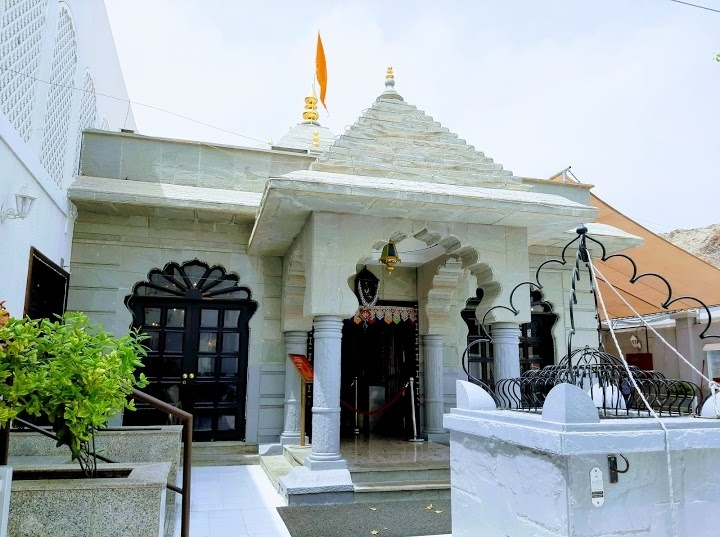
무스카트 구시가지에 있는 시바 사원은 중동에서 가장 오래된 힌두교 사원 중 하나이다.

오만의 비이슬람교인들은 사실상 외국인 노동자들이다.
오만에는 인도계 힌두교인 공동체들이 존재한다. 무스카트에는 힌두교 사원 두 곳이 있으며 둘 중 한 곳은 수백 년이 됐다. 오만 내에는 상당한 규모의 시크교 공동체도 존재한다. 영구적으로 설치된 구루드와라는 없으나, 임시 방편으로 지어진 소규모 구루드와라들이 많이 있으며 정부로부터 승인을 받은 것들이다. 인도 정부는 2008년에 영구적인 구르와라를 짓기로 오만 정부와 합의서를 체결했으나, 현재 거의 진행이 이뤄지지 않고 있다.
기독교 공동체들은 무스카트, 소하르, 살랄라 등의 주요 도심 지역에 집중되어 있다. 이 공동체들에는 언어와 민족 등으로 묶인 가톨릭교회, 동방 정교회 및 여러 개신교 종파들이 있다. 각기 다른 50여 개의 기독교 집단들이 무스카트 도심권에 있으며, 동남아시아에서 온 노동자들에 의해 조직됐다.
또한 오만 내 소규모 유대인 공동체도 존재한다. 자이나교, 불교, 조로아스터교 역시도 이곳에서 행해진다.

## 종교의 자유
2023년, 오만은 종교의 자유에 있어 4점 중 2점을 기록했다.
같은 해, 기독교인들이 살기 어려운 장소 47위에 올랐다.

## 같이 보기
- 오만의 인구
- 오만의 종교의 자유
- 오만의 이슬람교
- 오만의 힌두교
- 오만의 기독교
- 오만의 유대인 역사